# تاتيانا أورتيز
تاتيانا أورتيز (بالإسبانية: Tatiana Ortiz) هي غطاسة مكسيكية، ولدت في 12 يناير 1984 في مدينة مكسيكو في المكسيك.

## وصلات خارجية
- تاتيانا أورتيز على موقع الاتحاد الدولي للسباحة (الإنجليزية)
- تاتيانا أورتيز على موقع قاعدة بيانات الغوص IAT (الألمانية)
- تاتيانا أورتيز على موقع اللجنة الأولمبية الدولية (الإنجليزية)
- تاتيانا أورتيز على موقع أوليمبيديا (الإنجليزية)